# Zimiromus tonina
Zimiromus tonina Platnick & Shadab, 1976 è un ragno appartenente alla famiglia Gnaphosidae.

## Etimologia
Il nome della specie deriva dalla località messicana di rinvenimento degli esemplari il 28 giugno 1950: Tonina.

## Caratteristiche
L'olotipo femminile rinvenuto ha lunghezza totale è di 4,17mm; la lunghezza del cefalotorace è di 1,69mm; e la larghezza è di 1,33mm.

## Distribuzione
La specie è stata reperita nel Messico meridionale: l'olotipo femminile è stato rinvenuto nei pressi di Tonina, 15 chilometri ad est di Ocosingo, a 920 metri di altitudine, appartenente allo stato del Chiapas.

## Tassonomia
Al 2016 non sono note sottospecie e dal 1976 non sono stati esaminati nuovi esemplari.